# Haplomela
Haplomela là một chi bọ cánh cứng trong họ Chrysomelidae.
Chi này được miêu tả khoa học năm 1942 bởi Chen.

## Các loài
Các loài trong chi này gồm:
- Haplomela cheni Medvedev, 2004
- Haplomela miroshnikovi Medvedev, 2005
- Haplomela semiopaca Chen, 1942